# Évêché orthodoxe roumain d'Espagne et du Portugal
L'Évêché orthodoxe roumain d'Espagne et du Portugal (espagnol : Obispado Ortodoxo Rumano de España y Portugal. portugais : Diocese Ortodoxa Romena de Espanha e Portugal,) est une juridiction de l'Église orthodoxe dans la péninsule Ibérique. Son siège est à Madrid en Espagne et il est rattaché canoniquement au Patriarcat de Roumanie (Métropole d'Europe occidentale et méridionale). L'évêque porte le titre d'Évêque d'Espagne et du Portugal.
Le 22 octobre 2007, le Saint Synode de l'Église orthodoxe roumaine a approuvé la création du Diocèse d'Espagne et du Portugal dans le cadre de la Métropole d'Europe occidentale et méridionale. La réunion diocésaine du diocèse espagnol et portugais, tenue le 3 mars 2008 à Madrid, a nommé le prêtre Timothée Lauran, comme candidat au poste d'évêque au pouvoir. Le 5 mars 2008, par décision du Saint Synode de l'Église orthodoxe roumaine, il a été élu évêque au pouvoir du nouveau diocèse espagnol et portugais dans le cadre de la métropole de l'Europe occidentale et méridionale. Son ordination épiscopale et son installation a eu lieu à Alcalá de Henares (Communauté de Madrid), le dimanche 25 mai 2008. À cette époque, le diocèse d'Espagne et du Portugal comptait 40 paroisses et 8 branches